# ケルン-ライン＝マイン高速線
ケルン-ライン＝マイン高速線 (ケルン-ライン＝マインこうそくせん、ドイツ語: Schnellfahrstrecke Köln–Rhein/Main) は、ケルンとフランクフルト・アム・マインを結ぶ全長約180kmの高速鉄道路線である。当路線は環境対策のため、ほとんどの区間をアウトバーン3号線に沿って建設されている。また、建設費の低減を図るため40‰の急勾配の区間もある。そのため、従来からの動力集中方式であるICE1やICE2は走行できず、高出力で登坂性能に優れた動力分散方式で渦電流式レールブレーキを備えたICE3のみが使用されている。2017年からはICE 4も同路線での運用が始められた。ドイツ鉄道によれば、建設開始の1995年から2002年の完成までに60億ユーロの建設費が費やされた。

## 沿革

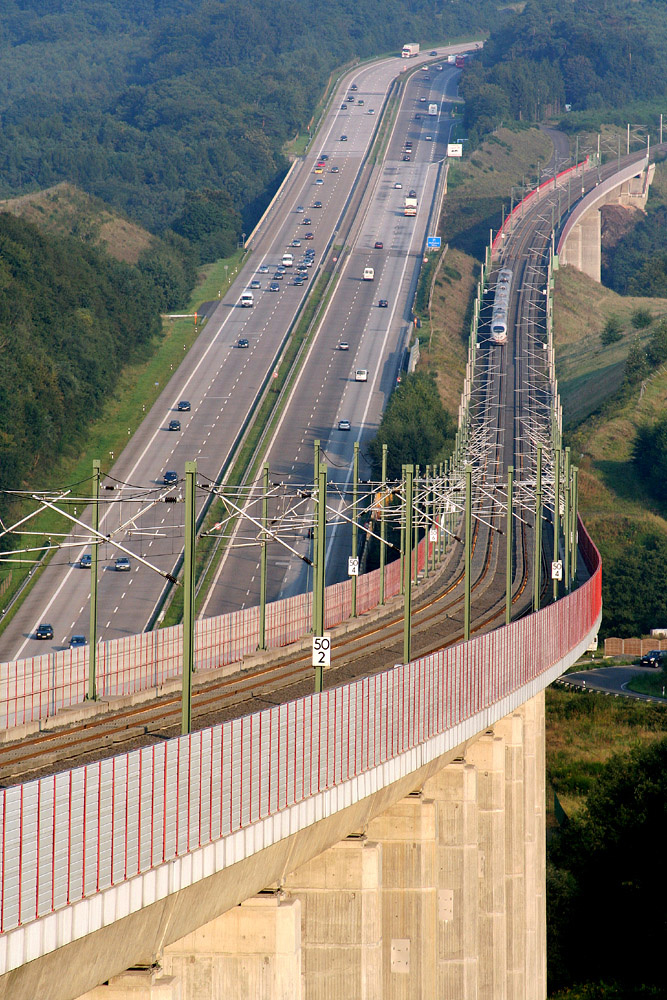
A3号線に並行する急勾配区間を行くICE3

ケルン周辺の鉄道路線 赤線が高速線と空港ループ線

フランクフルト空港駅の近距離駅と遠距離駅の位置関係

旧ドイツ連邦鉄道（Deutsche Bundesbahn, 旧DB）は旅客と貨物両用の高速線網を1960年代に計画し始めた。1973年、旧ドイツ連邦（西ドイツ）の交通計画に含まれたのは、ケルン・グロース＝ゲーラウ（フランクフルト付近）間、マンハイム・シュトゥットガルト間、ハノーファー・ヴュルツブルク間などがあった。計画区間では客貨両用に対応した規格が求められた。
- 規格
  - 最大勾配：12.5‰（20‰の場合もあり）
  - 曲率半径：4,800m～7,000m
  - 最高速度：250～300km/h

しかしながら、これらの仕様では急な曲線区間が続くライン川の渓谷沿いに建設する場合、直線的で勾配の少ない線形とするためには多数の橋梁やトンネルが必要になり、莫大な建設費が見込まれた。そこで旧DBは、アウトバーンA3号線沿いの急勾配が連続するルートを選んだ。TGVが開業した4年後の1985年の第二次連邦交通計画では、従来までのドイツの高速鉄道路線では見られないフランスの高速新線"LGV”の考え方に近い、非常に勾配が大きい旅客列車専用の高速線の計画が含まれた。以前に計画された規格よりも厳しくなっている。
- 規格
  - 最大勾配：40‰
  - 曲率半径：3,350m
  - 最高速度：300km/h

旧DBは路線ルート上のノルトライン＝ヴェストファーレン州、ラインラント＝プファルツ州、ヘッセン州の各州とルートに関する交渉を行った。交渉では、とくにライン川沿いのボン、アンデルナッハ、コブレンツ、マインツ、ヴィースバーデンなどの都市を迂回することに反対があった。そして、これらの都市を通過する他の4つのルートも調査された。しかし州からの合意が得られず、1989年12月20日に連邦政府は、運輸大臣が推奨するリンブルクの新駅を含む、A3号線に沿ったルートに同意する。
その後、連邦政府と自治体との間で詳細なルートについて協議が行われた。ノルトライン＝ヴェストファーレン州とはボン地域で利用可能な駅の位置や、ケルン・ボン空港との接続方法など、かなりの議論が行われた。その結果、ジークブルクに新駅を建設し、これとは別にケルン・ボン空港には、ケルンと空港南側で高速線に連絡するループ線を接続させ、SバーンとICEを通すことを決定した。ケルン・ボン空港へのループ線は、技術的に高速鉄道路線には含まれず、ケルン地域の新たな在来鉄道路線の計画とされた。ジークブルク/ボン駅ではボン中心部からボンLRT66系統が接続している。ラインラント＝プファルツ州ではリンブルク南駅から北にわずか21kmの地点に、モンタバウアー駅を建設することを決定した。アウトバーンA48号線を経由してコブレンツからも利用出来る。モンタバウアー駅には駅開業に合わせルート変更を行った在来線が接続している。
ヘッセン州では、リンブルクに3つの駅の候補地があったが、コストが安いリンブルク南部を通過する現在の場所に、新駅の設置を決定した。コブレンツとの連絡も考慮し、ラーンタール鉄道 (Lahntalbahn) との交点付近に新駅を設置することも検討されたが、線形や費用の面で断念された。オプションとして、東側を通るヴィースバーデンへの分岐線のルートの詳細を含む調査も行われた。結局、アウトバーンA66号線に沿った複線の接続線が決定した。
フランクフルト空港への分岐線も計画された。この路線はフランクフルト（マイン）中央駅やマンハイム方面へ向かうリート線 (Riedbahn) と連絡する。フランクフルト空港への乗り入れについては、既存のフランクフルト空港駅（現在の近距離駅）は既に容量が逼迫しており、既存設備の拡張では十分に対応できなかった。そのため旧DBでは、現在の近距離駅とA3号線の間に新駅（現在のフランクフルト空港遠距離駅）を設置し、リート線のフランクフルトやマンハイム両方面へ接続することとした。ヴェスターブルクからヴィースバーデン・フランクフルト間の路線に接続し、フランクフルト空港駅を避け、直接フランクフルト（マイン）中央駅へ向かう案は中止された。

### 計画の変更
1993年9月15日にはドイツ連邦の鉄道整備に関する法律で、これまで協議されたルートが採用されたが、法律に定めた1998年9月までに計画を達成することはできなかった。改編後の現DBは、その間に当路線の曲率半径をさらに小さい3,320mにし、A3号線により近付けるためカントを180mmに、建設用地の節約から軌道中心間隔が4.70mから4.50mに狭められた。高速列車に対応するため、トンネル横断面は82m²から92m²へ拡張するなど規格変更が行われた。

### 工事
路線の着工は1995年12月13日にアウトバーンのフランクフルター・クロイツ分岐点で行われ、ルートに関する協議も1997年5月には解決した。5月13日に連邦運輸大臣マティアス・ヴィスマンは、ジークブルクでノルトライン・ヴェストファーレン州で初めての鍬入れを行った。最後の区間となったケルン・ボン空港ループ線のシュロス・レットゲントンネルは、建設のために訴訟調停を要し、着工は2000年12月になった。最初の区間ではフランクフルト空港長距離駅が完成し、1999年5月30日に開業した。
当初の計画では全線開業は1999年の予定であったが、多くの訴訟や地質学的な問題などにより、最終的に開業は2002年7月に変更された。2001年7月、最後の軌道敷設区間である当路線最長トンネル、全長4,500mのシュールヴァルトトンネル (Schulwald Tunnel) に軌道が敷かれ、同月路線の南区間の架線高の調整のため、ディーゼル機関車が最初の試験走行を行った。2001年10月22日に最初のICE3がフランクフルト空港とイードシュタイン間の37kmを走行した。
建設期間中は隣接するA3号線にも大きな影響を及ぼし、48箇所の建設現場と隣接するアウトバーンの最高速度が100km/hに制限され、当線の建設では最高15,000人の作業員が動員されていた。トンネル建設では750万m3の土砂が取り除かれ、300万m3のコンクリートが使用された。またトンネル工事には1,400人が従事したが、13人が犠牲となった。

### 開業・運転開始
2002年7月25日に8月1日の営業運転開始を前に、フランクフルト中央駅で開業セレモニーが開かれ、ドイツ鉄道社長を始め来賓によるスピーチに続き、一般公募者と報道機関向け700名を乗せた特別列車が、ICE3を2編成併結した16両編成でケルンへ向け運転された。8月1日の一般営業開始時は、2時間毎、1日あたり8往復の暫定開業でスタートし、翌月9月15日以降は16往復32本に増発された。12月15日以降はミュンヘン、シュトゥットガルト、ルール地方のケルン、ドルトムント、デュッセルドルフなどドイツ国内各方面の列車系統が整備され、その後はアムステルダム、バーゼルなど国際列車系統の整備も行われた。現在は概ねケルン・フランクフルト空港間は、日中20分間隔の高頻度な運行体系となっている。開業当初は技術的な問題から混乱もあった。また、現在とは異なりICEでは珍しく全ての列車の予約が義務付けられていた。2004年6月13日にはケルン・ボン空港へのアクセス線となるループ線が開業し運転を始めている。2004年9月終わりには、ジークブルク/ボン駅も最終的に完成している。

### 軌道・保安装置

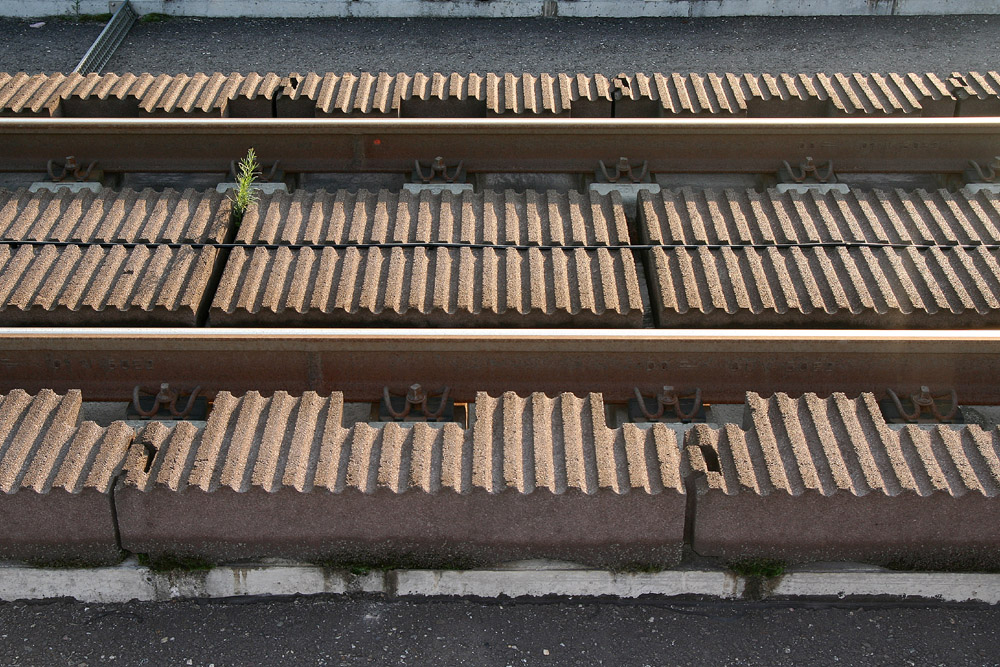
スラブ軌道

軌道のほとんどはスラブ軌道となっており、コンクリート枕木にレールを組み立て固定した後に、コンクリートを固める方式と、あらかじめレールを固定するブロックをコンクリートで固めたうえで、レールを敷設し固定していく方法が取られた。高速鉄道のため規格は厳しく、5mで高低偏差2mm以内、軌間は1,436mmに対して2mm以内となっている。軌道中心間隔は4.5mである。これはLGV東ヨーロッパ線と同じである。保安装置は全線でLZBとGSM-Rが採用されている。

## 路線経路
ケルン方面からICEが高速線へ到達するのは3つのルートがある。
- デュッセルドルフ、ヴッパータールなどの北方向から来た列車は、ケルン中央駅には入線せず、ケルン・メッセ/ドイツ駅の11・12番線の地平ホームを通り、そのまま高速線へ。
- アーヘンなど西方向から来た列車は、ケルン中央駅を通り、ホーエンツォレルン橋を渡る。ケルン・ボン空港へ向かう列車はそのまま中央駅を通り、ホーエンツォレルン橋を渡った後、空港へのループ線へ。
- 空港経由でない列車はケルン中心部の西側のバイパス線を経由し、ケルン南橋を渡り高速線へ。

空港へのループ線はケルン・ボン空港の北西部で本線から別れ、ケルンのポルツ＝ヴァーンで本線に再結合しそのまま高速線へ向かう。
高速線の専用軌道はジーク線やグレムベルク操車場やケルン南橋方面からの各線が集まる、ケルンのポルツ（ライン）駅から始まる。ケルン南橋方向からの路線は、そのままトロースドルフで分岐しライン右岸線になっている。ポルツ・トロースドルフ間はそのまま、集まった路線が3複線を形成し、高速線の最高速度は200km/hとなっている。トロースドルフで高速線は連絡線下の627mのトンネルを通過する。連絡線では、旅客列車はジーク線を走行し、ライン右岸線へ転線し、貨物列車は貨物線からジーク線へ転線している（北方向の列車はその反対）。
トロースドルフでライン右岸線は高速線から離れて走行し、ボン・ボイエルを通りコブレンツ方面へ向かっている。高速線はジーク線をたどってジークブルク/ボン駅に達する。その後、南方向へ向かって走りジークアウエントンネル (Siegauen-Tunnel) を通り、A3号線と沿いに出る。その後、フランクフルト近くのマイン橋までは、最高速度300km/hの高速走行区間となる。フランクフルト空港駅付近では160km/hから220km/hとなっている。
ヴィースバーデン郊外のブレッケンハイム (Breckenheim) ではフランクフルト方面とヴィースバーデン方面に分岐する。ヴィースバーデン方面へは部分的にA66号線沿いの経路を取り、続いてレントヒェス線 (Ländchesbahn) に沿っていく。
ヴィースバーデン中央駅では方向転換をして、マインツやマンハイム方向へ向かう。ヴィースバーデンへの分岐線は13.2kmであり、最高速度は160km/hである。この分岐線にフランクフルト方面への短絡線を増設して、ヴィースバーデンからフランクフルト空港長距離駅、フランクフルト中央駅までを結ぶヘッセンエクスプレスの計画が、2027年の試運転開始を目指して進められている。

### 沿線駅
- ケルン中央駅
- ケルン・メッセ/ドイツ駅
- ケルン/ボン空港駅
- ジークブルク/ボン駅
- モンタバウアー駅
- リンブルク南駅
- フランクフルト空港遠距離駅
- フランクフルト中央駅